# رستم خابيلوف
رستم ميكايلوفيتش خابيلوف (بالروسية: Хаби́лов Руста́м Микаи́лович؛ مواليد 6 نوفمبر 1986) هو مُقاتل فنون قتالية مختلطة روسي.

## وصلات خارجية
- رستم خابيلوف على موقع يو إف سي (الإنجليزية)
- رستم خابيلوف على موقع بيلاتور (الإنجليزية)
- رستم خابيلوف على موقع شيردوغ (الإنجليزية)
- رستم خابيلوف على موقع Tapology.com (الإنجليزية)
- رستم خابيلوف على موقع IMDb (الإنجليزية)